# Anno 2000 - La corsa della morte
Anno 2000 - La corsa della morte (Death Race 2000) è un film del 1975 diretto da Paul Bartel.
Il film si svolge in un futuro distopico nel quale il popolo viene pacificato con la trasmissione di uno sport violento, precedendo le premesse di altre pellicole di fantascienza distopica come Rollerball, L'implacabile e la serie di Hunger Games.

## Trama
Dal 1979 gli Stati Uniti d'America non esistono più, distrutti da una grave crisi finanziaria e da un colpo di Stato nazista. Al loro posto ci sono le Province Unite d'America, governate da un Presidente che si crede Dio. Dato che le guerre non esistono più, per dar sfogo alla naturale violenza insita nel genere umano il potere organizza annualmente una cruenta "Corsa Automobilistica Transcontinentale", nella quale i concorrenti attraversano lo Stato da New York a Los Angeles uccidendo per la strada dei passanti innocenti, che possono essere travolti per guadagnare punti.
Nel 2000, alla ventesima edizione della corsa annuale partecipano cinque piloti, ciascuno dotato di una personalità a tema come dei lottatori di wrestling: Mitraglia-Joe “Lo Spietato”, travestito come un gangster di Chicago, la cowgirl Calamity Jane Kelly, la neo-nazista Grimilde “La Nibelunga”, il gladiatore Cesare “Venni Vidi Vinsi” e infine il misterioso Frankenstein, il venerato campione in carica della corsa che si maschera il corpo e la faccia completamente di nero dopo essere sopravvissuto a molti incidenti e schianti. Mitraglia-Joe, essendo il secondo campione in carica, è il più determinato a battere Frankenstein e vincere la corsa effettuando più uccisioni di passanti, meglio se anziani e bambini.
Un gruppo di ribelli, condotto da Abramina Lincoln, discendente di Abramo Lincoln, vuole manomettere il regime del Presidente sabotando la corsa, che intende fare uccidendo i piloti e rapendo Frankenstein per averlo come ostaggio e costringere il Presidente ad abolire permanentemente la corsa. A tale scopo, Lincoln ha ingaggiato la sua pronipote Annie, che si è infiltrata nella corsa come nuova navigatrice di Frankenstein per condurlo in una trappola dove egli verrà rimpiazzato da un sosia. Nonostante una trasmissione nazionale pirata da parte dalla stessa Lincoln, le azioni della Resistenza sono coperte dal governo, che invece incolpa i francesi, i quali sono accusati anche di rovinare l'economia e il sistema telefonico del paese.
Durante la corsa, il piano della Resistenza sembra dare i suoi frutti: Cesare muore quando attacca dei ribelli travestiti come una famiglia il cui neonato che voleva investire si rivela una bomba, Grimilde cade da un dirupo dopo aver seguito le indicazioni stradali sbagliate piazzate dalla Resistenza, e Calamity Jane muore venendo condotta in un campo minato. Gli unici rimasti sono Mitraglia-Joe e Frankenstein, che è riuscito furtivamente a evitare e distruggere tutte le trappole tese dai ribelli. Annie scopre che la maschera e il volto sfigurato di Frankenstein sono solo un travestimento per celare l'identità del nuovo pilota; ci sono infatti stati molti piloti addestrati ad interpretare Frankenstein, e ogni volta che muoiono o restano brutalmente mutilati, vengono rimpiazzati di nascosto in modo che il governo faccia sembrare Frankenstein un pilota indistruttibile.
Nel corso della gara, il "nuovo" Frankenstein si innamora di Annie e le rivela di pianificare egli stesso l'uccisione del Presidente: quando salirà sul palco dopo avere vinto la corsa per stringere la mano al Presidente, si farà esplodere con una bomba che ha nascosto nella sua protesi della mano destra, la sua "bomba a mano". Ma il piano va a monte quando vengono attaccati da Mitraglia-Joe e Annie è costretta a ucciderlo usando la protesi esplosiva di Frankenstein. Senza la bomba, Frankenstein sceglie di pugnalare il Presidente quando salirà sul palco. Prima di poterlo fare, tuttavia, Abramina spara a Frankenstein, convinta che egli abbia ucciso la sua nipote. Frankenstein sopravvive e viene smascherato rivelando di essere Annie, mentre il vero Frankenstein, rimasto nascosto nella sua macchina, approfitta della distrazione per schiantarsi contro il palco e uccidere il Presidente.
Frankenstein, sopravvissuto, diventa il nuovo Presidente, si sposa con Annie e nomina Abramina Ministro della sicurezza per ricostruire lo Stato e sciogliere la dittatura. L'unico che si oppone all'abolizione è Junior Bruce, il cronista della Corsa Transcontinentale, il quale sostiene in maniera impertinente che il pubblico ha bisogno di esibizioni di violenza. Seccato dalle sue lamentele, Frankenstein uccide Bruce travolgendolo prima di proseguire con Annie per la loro luna di miele.

## Produzione

### Regia
La regia del film fu affidata da Roger Corman a Paul Bartel, dopo che questi aveva diretto la seconda unità di un film d'azione intitolato FBI e la banda degli angeli. Bartel si occupò in particolare delle scene con gli stuntman e delle scene d'azione riguardanti le automobili. Contento del suo lavoro, Corman propose a Bartel la regia di Anno 2000: La corsa della morte, e Bartel accettò.
Sylvester Stallone scrisse alcuni dei dialoghi del suo personaggio.

### Riprese
Durante le riprese del film ci furono dei disaccordi tra Bartel e Corman: il primo voleva realizzare infatti una commedia nera senza sequenze violente. Il secondo voleva un film d'azione violento con poca ironia. Per questo, le sequenze in cui i pedoni vengono investiti dalle macchine furono girate da una seconda unità.
Sia David Carradine che Sylvester Stallone hanno girato tutte le proprie scene di guida nel film.

## Censura
Il film ottenne l'X-Rated dalla MPAA e Corman dovette tagliare e ammorbidire molte sequenze splatter. In Italia invece fu distribuito col divieto ai minori di anni 18.

## Sequel e remake
Il film ha avuto un sequel, Death Race 2050 (2017), diretto da G. J. Echternkamp e prodotto da Roger Corman.
Il remake ha invece trama differente: Death Race (2008) diretto da Paul W. S. Anderson, il quale a sua volta ha avuto due prequel e un sequel: Death Race 2 (2011), Death Race 3 - Inferno (2012) e Death Race - Anarchia (2018).

## Videogiochi
Il film ha ispirato a distanza di molti anni i videogiochi Death Race (1990), che sfruttava illegalmente l'immagine del film richiamandone anche il titolo originale (Death Race 2000), e Carmageddon (1997).